# Ochna rufescens
Ochna rufescens là một loài thực vật thuộc họ Ochnaceae. Đây là loài đặc hữu của Sri Lanka.